# Ferdinand Opitz

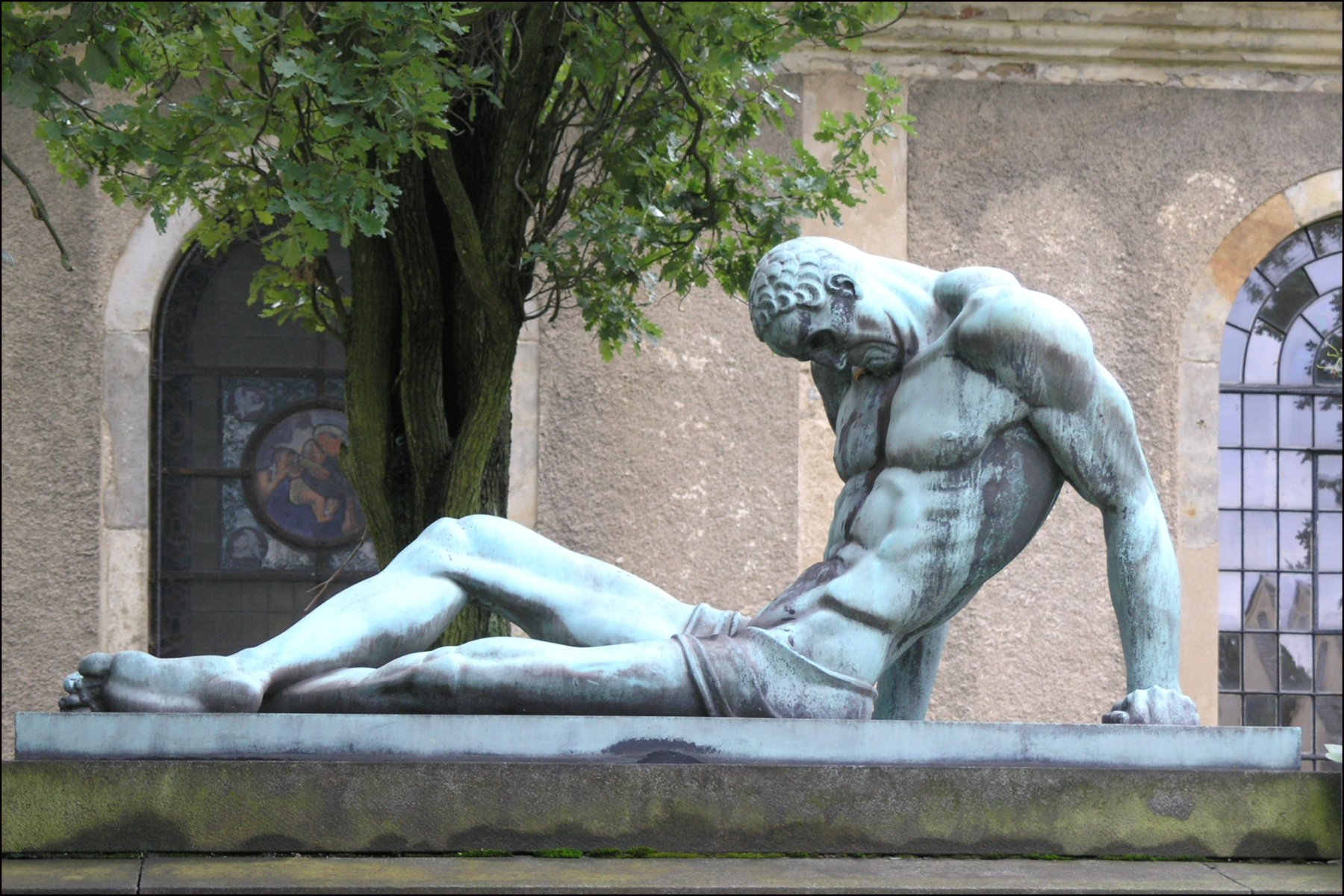
Opitzův válečný pomník obětem první světové války ve Velkém Šenově

Ferdinand Opitz (24. ledna 1885 Praha – 1956 nebo 8. března 1960 Vídeň) byl rakouský akademický sochař a designér. Narodil se v Praze, kde studoval Akademii výtvarných umění u Josefa Václava Myslbeka. Část dětství strávil také ve Velkém Šenově na Šluknovsku.

## Život
Narodil se do pražské německé umělecké rodiny, Ferdinandu Opitzovi (1853–1907) a jeho první manželce Terezii, rozené Grohmannové (1853–1886). Jeho otec byl rytcem a litografem, na Starém Městě pražském vedl společnou dílnu se svým bratrem Wenzelem.
Byl pokřtěn Ferdinand Ignác (po dědečkovi a otci byl již třetí Ferdinand v rodině). Po matčině smrti byl vychován prarodiči Grohmannovými ve Velkém Šenově na Šluknovsku, zatímco otec se podruhé oženil a měl syna Josefa.
Na Akademii výtvarných umění v Praze vystudoval sochařství v ateliéru J. V. Myslbeka. Za absolventskou práci byl oceněn Klárovým stipendiem, s nímž roku 1906 odejel na studijní pobyt do Říma. V letech 1906–1909 cestoval také do Německa, Itálie, Egypta, Paříže, Londýna a ve Švýcarska.
Od roku 1909 se usadil ve Vídni. Roku 1922 se stal členem vídeňské Společnosti umělců v Künstlerhausu. Roku 1933 byl jmenován ředitelem sochařské třídy Uměleckoprůmyslové škole ve Vídni (Kunstgewerbeschule), krátce na to vstoupil do NSDAP. Škola byla v letech 1938–1945 povýšena na Říšskou vysokou školu uměleckých řemesel (dnes má titul Univerzita užitého umění/Universität für angewandte Kunst). Opitz byl v květnu roku 1945 penzionován. Je pohřben na vídeňském Jihozápadním hřbitově (Friedhof Südwest).

## Dílo
Většinou vytvářel architektonické plastiky pro vídeňský komunální bytový fond, válečné pomníky a náhrobní plastiku.
- Pomník obětem první světové války ve Velkém Šenově, bronz, 1930

## Galerie

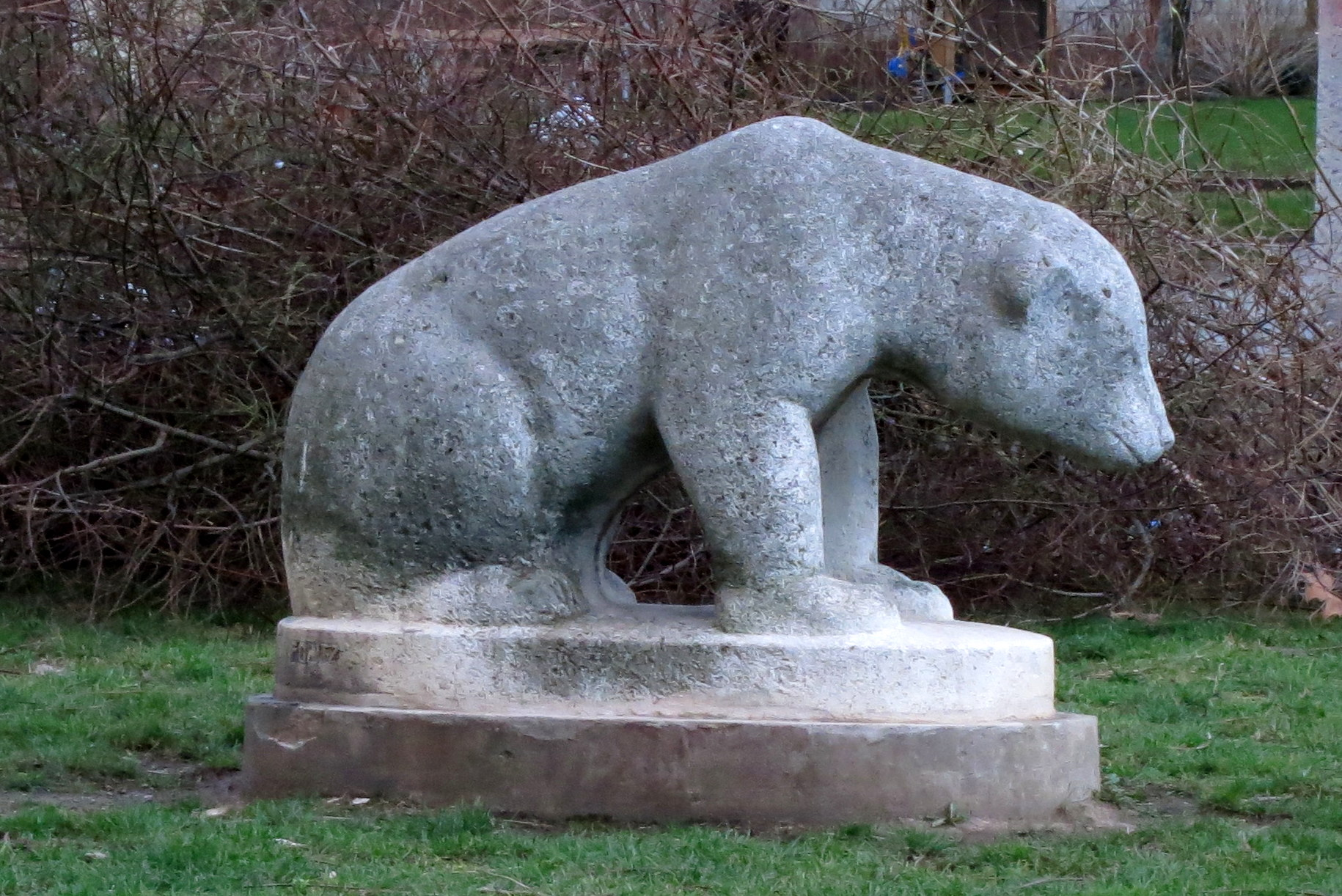
Medvěd na Waltergasse (Vídeň)
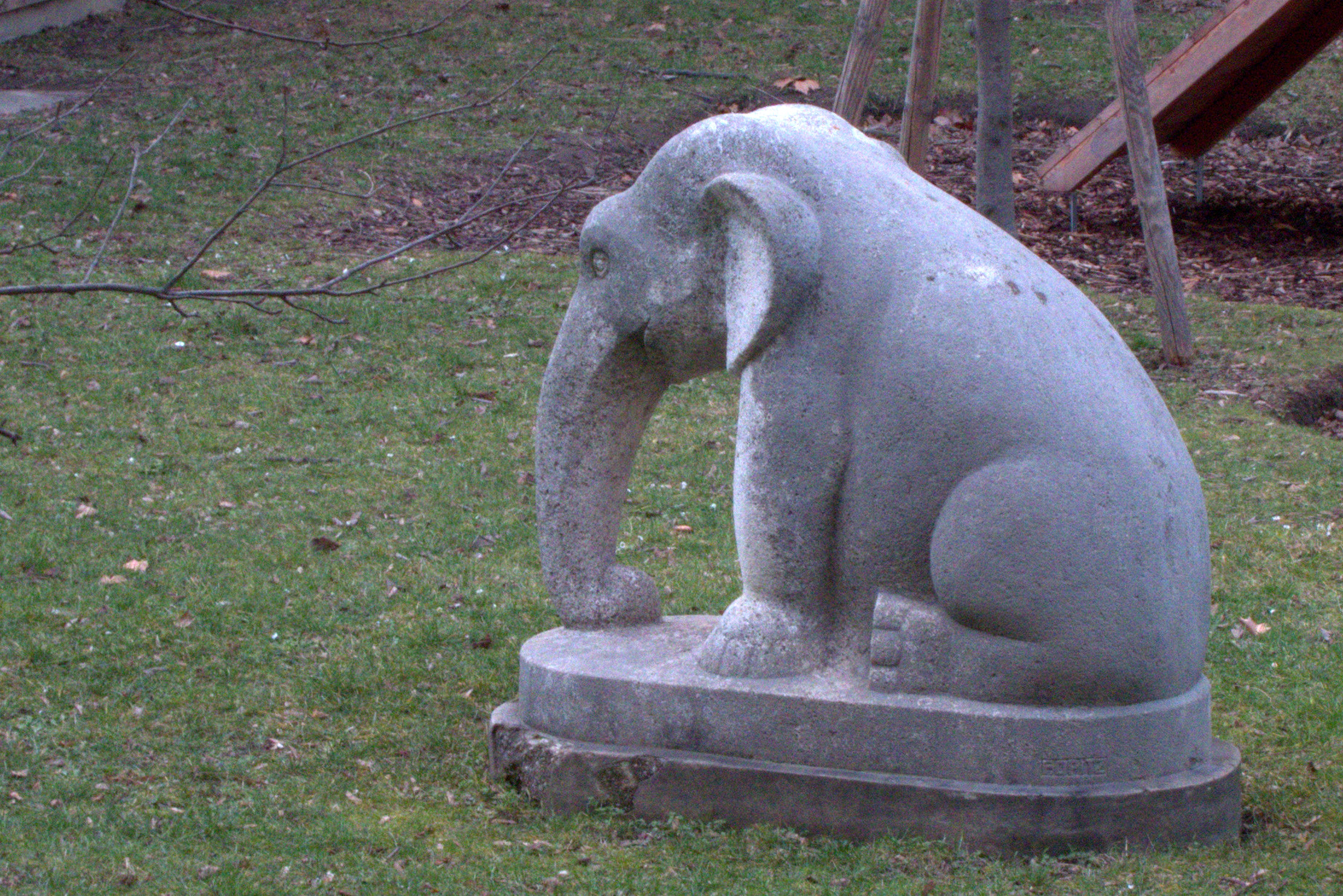
Slon na Waltergasse (Vídeň)
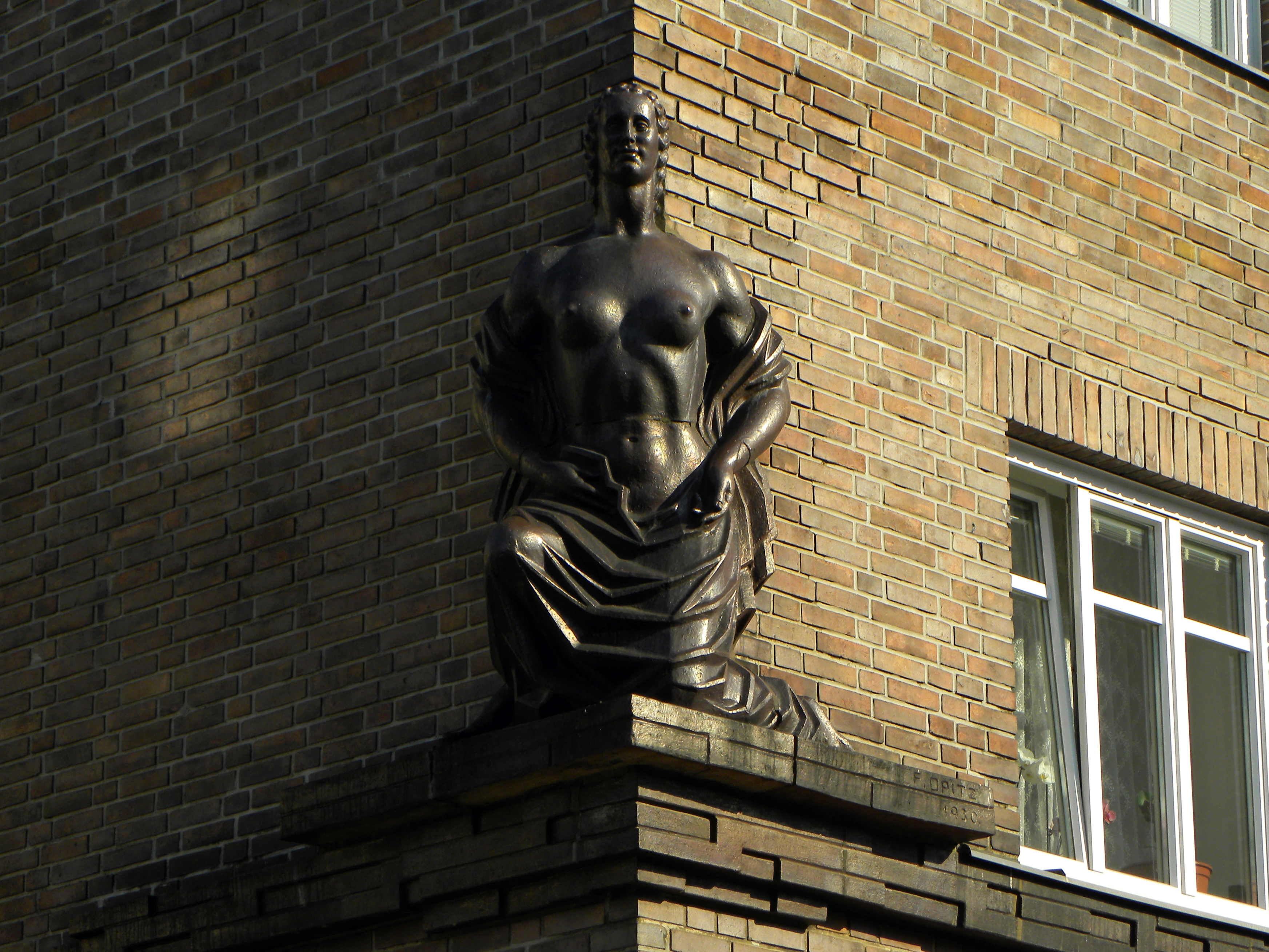
Archetyp ženy z roku 1930 na Penzinger Straße 138-140 (Vídeň)
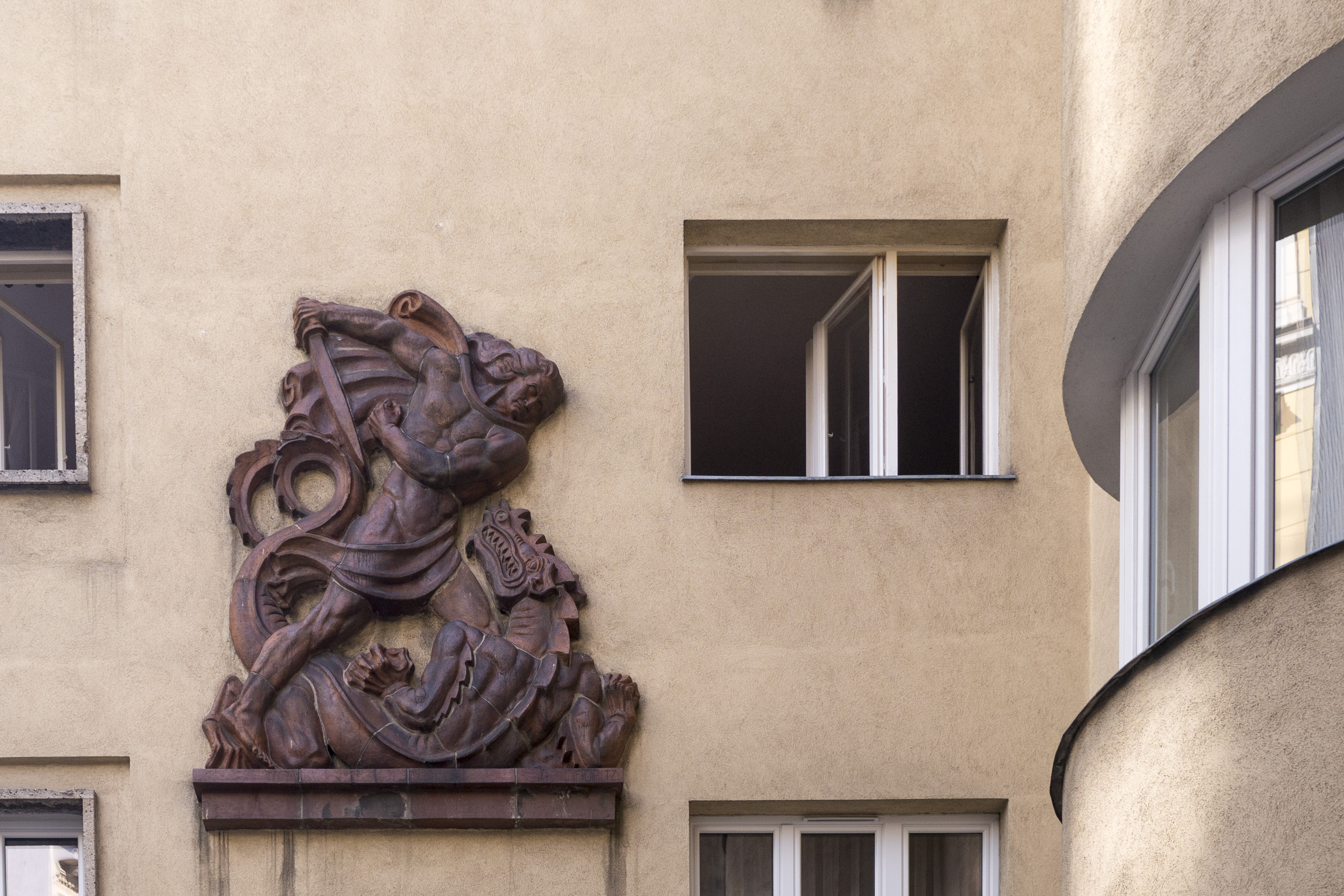
Detail plastiky na Mondscheingasse 9 (Vídeň)